# Andreas Hadenius
Andreas Fredrik Hadenius (Norrköping, 18 marzo 1991) è un calciatore svedese, difensore svincolato.

## Carriera
La prima parte della sua carriera si è sviluppata principalmente nella città che gli ha dato i natali, Norrköping.
Nel 2009 è stato convocato in qualche sporadica occasione con la prima squadra dell'IFK Norrköping, con cui ha giocato una partita in Coppa di Svezia ma nessuna in campionato. Nel 2010 è stato girato in prestito al Sylvia, altra squadra della città di Norrköping che all'epoca giocava in Division 1. Un anno più tardi il Sylvia lo ha firmato a titolo definitivo per una stagione, al termine della quale si è trasferito all'IFK Värnamo per affrontare il suo primo campionato di Superettan a livello personale. Nel marzo 2013, nonostante una trattativa avanzata con il Karlstad BK, il giocatore ha preferito ritornare al Sylvia per un altro anno, con il club che solo poche settimane prima era riuscito ad evitare il fallimento societario.
In vista della stagione 2014, la dirigenza dell'IFK Norrköping ha deciso di riportare Hadenius in biancoblu. Nonostante in quel campionato abbia giocato solo tre partite, ha continuato comunque ad rientrare nei piani dell'allenatore Janne Andersson tanto da firmare un rinnovo nel mese di luglio. Nel 2015, anno di uno storico e inatteso ritorno alla conquista del titolo nazionale, Hadenius ha giocato 13 partite di cui 6 da titolare. Nel 2016 le presenze in campionato sono aumentate a 20, ma solo in 3 occasioni è partito dal primo minuto. Minore il suo utilizzo nel 2017, con 11 presenze, tutte da subentrante.
Nel 2018 è passato dall'IFK Norrköping all'Halmstad, squadra appena retrocessa in Superettan, con cui ha collezionato 7 presenze in campionato.
Vista anche la mancanza di spazio, nel gennaio 2019 è andato a giocare all'estero per la prima volta, con il prestito agli scozzesi del Dundee valido fino al successivo 30 giugno. Ha chiuso il 2019 giocando 6 partite di Superettan con l'Halmstad, poi per il 2020 è stato prestato al Sylvia nella terza serie nazionale, rimanendo in bianconero anche nel 2021 a titolo definitivo.

## Palmarès

### Club

#### Competizioni nazionali
- Campionato svedese: 1

Norrköping: 2015
- Supercupen: 1

Norrköping: 2015